# Solange Berry
Pour les articles homonymes, voir Berry (homonymie).
Solange Berry, née à Paris le 6 juin 1930 et morte le 26 janvier 2018 à la Baule-Escoublac, est une chanteuse française , de son vrai Nom Solange Urman.
Elle est connue pour son interprétation de la chanson phare du film Et Dieu… créa la femme  de Roger Vadim sorti en 1956
Elle a participé au Concours Eurovision de la chanson 1958 pour le Luxembourg avec la chanson Un grand amour. La chanson a terminé à la 9e et dernière place avec 1 point à égalité avec la chanson Heel de wereld de Corry Brokken qui représentait les Pays-Bas,.
En 1960, elle a participé à la finale nationale belge pour représenter la Belgique au Concours Eurovision de la chanson 1960 avec la chanson On m'attend mais a perdu face au vainqueur Fud Leclerc avec sa chanson Mon amour pour toi.

## Discographie
Au total, Solange Berry a sorti cinq EP :
- 1955 : Chanson pour tous
- 1956 : Que sera, sera
- 1957 : Les Mirettes
- 1959 : Sous les toits de Paris
- 1967 : Maintenant, quand vient le printemps